# إم-60
إم-60 (بالإنجليزية: M60) هي سلسلة دبابات قتال رئيسية أمريكية دشنت في ديسمبر 1960 بعد دخولها الخدمة لدى الجيش الأمريكي كما جرى تصدير العديد منها إلى دول العالم لاسيما دول حلف الناتو، في الوقت الحاضر تعد مصر أكبر مشغل لدبابات إم-60 باتون بأكثر من 1700 دبابة تليها تركيا بـ 900 دبابة.

## الدبابة M60A3
دبابة أمريكية الصنع مزودة بمدفع 105 مم بالإضافة الي مدفع رشاش 7.62 مم ومدفع مضاد للطائرات 12.7 مم وتعمل بمحرك ديزل AVDS-1790 V12 بقوة دفع 750 حصان
والدبابة M60A3 نموذج محسن من عائلة M60 ومزودة بنظام التحكم بالنيران وتشمل الكشف بالليزر واجهزة كمبيوتر بالستية ونظام رؤية حرارية بالإضافة الي تحسين نظام استقرار البرج
والنموذج Sabra هو تحسين ل M60A3 وضعته إسرائيل وتركيا لهذه الدبابة وتتميز بقوة الدروع وقوة اطلاق النيران عن طريق ترقية المدفع الي 120 مم

## المستخدمون
- البوسنة والهرسك: 85 M60A3,
- البحرين: 180 M60A3
- البرازيل: 91 M60A3 TTS[4]

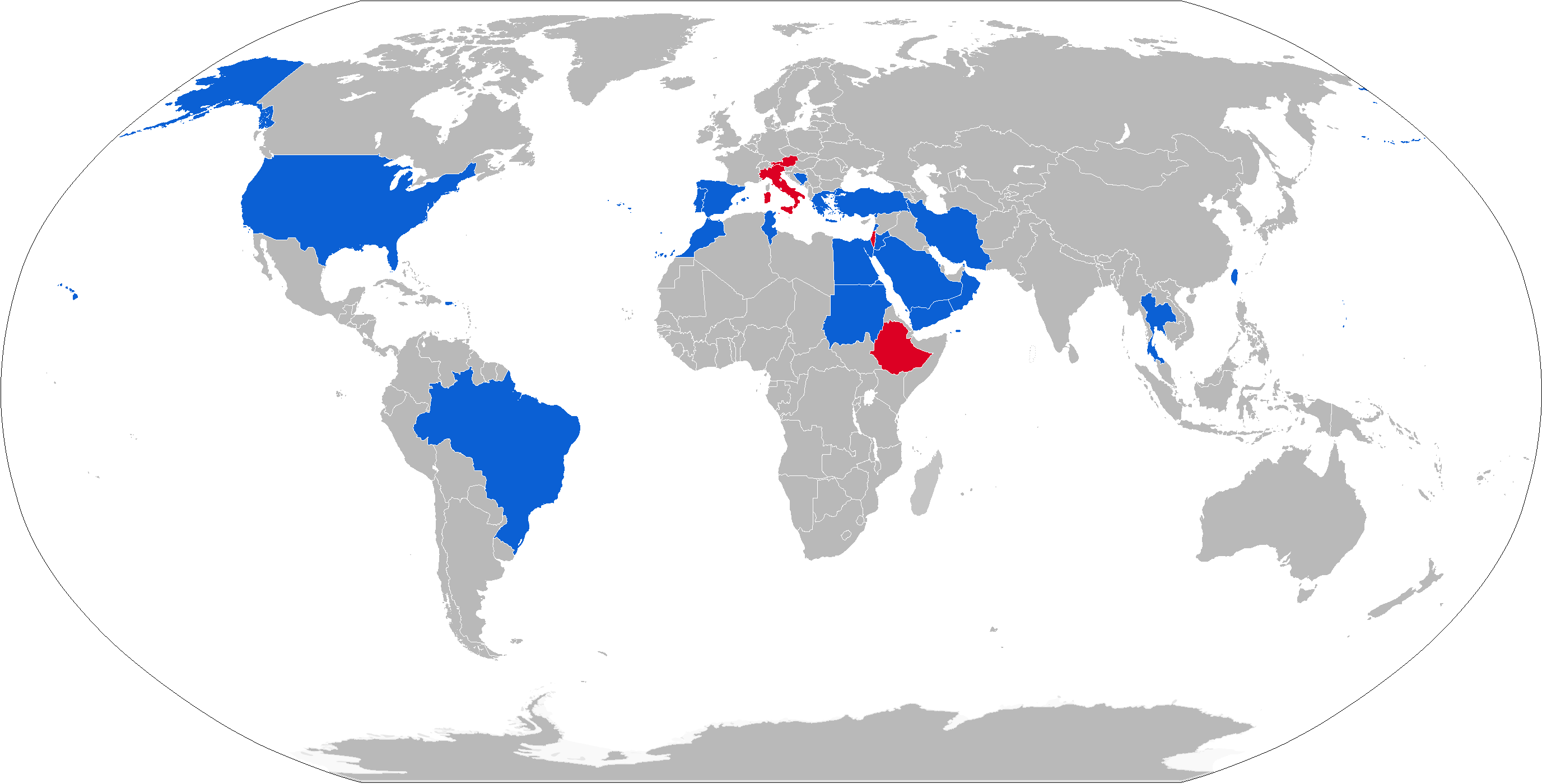
خريطة توضح مشغلي ام-60باتون. المشغلين الحاليين باللون الازرق. المشغلون السابقون باللون الاحمر

- مصر: 1,016 M60A3/700 M60A1 المجموع: 1,716
- اليونان: 357 M60A1 / 312 M60A3
- إيران: 150 M60A1 (2010).[5][6]
- الأردن: 182[7]
- لبنان: 66[8] 2009.[9]
- المغرب: 260 M60A3TTS, 167 M60A3[10][11][12]
- عُمان: 93
- السعودية: 450 M60A3
- السودان: 20[13] M60A1
- البرتغال: 96 M60A3 TTS
- تايوان:[14] 450 M60A3 TTS
- إسبانيا: 17 M60A3TTS , 38 M60CZ-10/25E, 12 M60VLPD-26/70E.
- تايلاند: 178 M60A1/A3
- تونس: 89 59 M60A3 و 30 M60A1
- تركيا: M60A3TTS 658 , 104 M60A1, 170 M60T. المجموع: 932
- اليمن: 240